# Akumetsu
Akumetsu (em japonês: アクメツ) é um mangá publicado entre 2002 a 2006, com história de Yoshiaki Tabata e com arte de Yuuki Yugo, serializado na Weekly Shōnen Champion.

## Enredo
O cenário para a história é um Japão de um futuro próximo em que os políticos e empresários mimam-se e prodigalizam-se em meio a uma crescente inquietação pública, enquanto a corrupção excessiva e especulação leva o país a uma queda econômica enorme, aumentando o déficit público a uma enorme dívida e desencadeando uma recessão econômica. Quando a empresa de seu pai vai à falência, Shiina descobre e resolve vender-se à prostituição, participando de festas de alta classe através de uma agência de acompanhantes, a fim de ajudar a pagar a dívida de sua família.
É durante a primeira e única tal festa que ele frequenta, onde os convidados eram principalmente VIPs e funcionários de alto nível do Ministério das Finanças, e que estava prestes a se tornar uma orgia, é subitamente interrompida por um jovem vestindo uma máscara de oni, que, depois de fazer um discurso sobre como selvagem e corrompida a classe alta do Japão tornou-se, atira os atendentes, a fim de indicar o seu ponto e então começa a matar brutalmente os hóspedes mais proeminente usando um machado de incêndio. Reconhecido por um Shiina, o homem simplesmente dar a declaração de que fora um mal-entendido, então pega o corpo maltratado de sua vítima e caminha com calma para o lobby, onde ele é morto a tiros pela polícia e, antes de morrer, tem sua cabeça arrancada por um dispositivo implantado em sua própria máscara.
Assim, o ato introduz uma campanha longa, excepcionalmente violenta de assassinatos realizados por tais indivíduos mascarados, visando aqueles que são considerados como responsáveis pela crise econômica enorme e, como tal, rotulado como o mal por homens mascarados.
Akumetsu foi publicado em 18 volumes, totalizando 162 capítulos.